# Щелево (Рязанская область)
Щелево — населённый пункт, входящий в состав Яблоневского сельского поселения Кораблинского района Рязанской области.
Деревня находится недалеко от автотрассы Р-127 «Пехлец-Кораблино-Скопин», в 15 километрах от города Кораблино.
На данный момент в деревне не зарегистрировано ни одного жителя. В деревне осталось 3 дома.
Восточнее деревне находится искусственно созданный называемый Щелевским озером.

## Топонимика
Деревня названа была, видимо, по фамилии Шелев. Однако разговорная и документальная практика превратила наименование селения в Щелево.

## История
В платежных книгах Пехлецкого стана 1594–1597 годов упоминается деревня Шелево. Её описание идет после описания деревни Яблонова.
Поэтому, скорее всего, деревня Шелево XVI века – это та же деревня Щелево XVII и последующих веков.
В XIX веке и в начале XX века селение имело статус сельца.

## Щелевские хутора
Примерно в 4 километрах восточнее деревни Щелево находится местность называемая Щелевскими хуторами. Здесь некогда находился населённый пункт жители которого выселились из сельца Щелево во второй половине XIX века.
Деревня Щелевские хутора исключена из учетных данных области, как прекратившая своё существование.

## Население
| 2010 |
| ---- |
| 0    |